# Rhamphomyia soleata
Rhamphomyia soleata är en tvåvingeart som beskrevs av Axel Leonard Melander 1965. Rhamphomyia soleata ingår i släktet Rhamphomyia och familjen dansflugor.
Artens utbredningsområde är New York. Inga underarter finns listade i Catalogue of Life.